# Гришкіно (Тосненський район)
Гришкіно (рос. Гришкино) — присілок у Тосненському районі Ленінградської області Російської Федерації.
Населення становить 11 осіб. Належить до муніципального утворення Лисинське сільське поселення.

## Історія
Населений пункт розташований на історичній землі Іжорія.
Згідно із законом від 22 грудня 2004 року № 116-оз належить до муніципального утворення Лисинське сільське поселення.

## Населення
| 1838 | 1862 | 1997 | 2007 | 2010 | 2017 |
| ---- | ---- | ---- | ---- | ---- | ---- |
| 73   | ↗78  | ↘16  | ↘5   | ↗19  | ↘11  |